# Turn the Page
«Turn the Page» (укр. Перегорнути сторінку) — пісня американського автора-виконавця Боба Сігера.
Цю «дорожну пісню» було написано в 1972 році, під час гастролей. Боб Сігер відобразив в ній власний досвід, коли під час перепочинку у ресторані або на заправці оточуючі дивилися на музикантів і перепитували: «Це дівчина чи хлопець?» Він описував відчуття гастролюючих музикантів, які проводять більшість часу в дорозі, кожного вечора виступаючи на сцені, а вночі залишаючись в номері готелю, щоб наступного дня «перегорнути сторінку» та розпочати все це наново. Інструментальний програш на саксофоні виконав Альто Рід, надихаючись картинкою з чорно-білих фільмів, на кшталт «Людини з золотою рукою».
Вперше пісня вийшла 1973 року на альбомі Боба Сігера Back in '72. Також її можна почути на концертному альбомі Боба Сігера та Silver Bullet Band Live Bullet, що вийшов 1976 року.
В 1998 році «Turn the Page» у виконанні рок-гурту Metallica потрапила до їхнього альбому кавер-версій Garage Inc.